# Jeanne Gomoll
Jeanne Gomoll est une artiste, écrivaine, éditrice et fan de science-fiction américaine, et l'une des invitées d'honneur (en) de la 72e Convention mondiale de la science-fiction (en) (Loncon 3, WorldCon 2014), après avoir été invitée d'honneur à de nombreux précédentes conventions de science-fiction (en). Elle a été nommée à plusieurs reprises pour des prix dans les catégories artiste et fanzine de science-fiction (en), et pour ses services au genre de la science-fiction, en particulier la science-fiction féministe.

## Arrière plan
Gomoll a fréquenté l'Université du Wisconsin-Madison, où avec celle qui deviendra par la suite sa collaboratrice, Janice Bogstad, elle a suivi le premier cours de science-fiction offert à l'université, bien que selon ses propres termes « J'avais été vraiment découragée dans la dernière partie du lycée et l'université par les trucs vraiment sexistes qui se passent dans le genre. »

## Fandom, science-fiction et féminisme
En 1975, peu après avoir obtenu un baccalauréat en géographie, elle s'est engagée dans un groupe de lecture féministe à Madison, Wisconsin, qu'elle a tenté de convaincre d'explorer le potentiel du genre SF.
En parallèle, Gomoll apprend dans une annonce dans le Badger Herald (en) qu'un groupe est à la recherche de personnes intéressées à travailler sur un fanzine SF. Le groupe de base (qui comprenait Lesleigh et Hank Luttrell, rédacteurs en chef du fanzine prix Hugo pour le meilleur fanzine (en) Starling) met sur pied ce qui devient par la suite le fanzine de science-fiction féministe Janus (renommé plus tard Aurora SF). Gomoll a d'abord été recrutée en tant qu'artiste et designer, mais est devenu écrivaine et co-éditrice dès le troisième numéro. Janus a été nommé à plusieurs reprises pour le prix Hugo pour le meilleur fanzine (en) (1978, 1979 et 1980). Cela conduit plus tard à des accusations selon lesquelles si Janus n'avait pas été féministe, il n'aurait pas été nommé.
Gomoll œuvre pour la WisCon depuis sa création et a été rédactrice en chef de plusieurs articles pour l'organisation de parrainage de WisCon SF (3) et pour le James Tiptree, Jr. Award ainsi que d'autres initiatives liés au fandom de science-fiction féministe.

### «Une lettre ouverte à Joanna Russ»
Gomoll est l'autrice de « Une lettre ouverte à Joanna Russ » (titre original en anglais : An Open Letter to Joanna Russ), un essai célèbre et souvent réimprimé revisitant les critiques influentes de Joanna Russ sur la science-fiction et la suppression dans l'histoire littéraire du rôle des femmes dans l'écriture (en particulier Comment supprimer l'écriture des femmes). L'essai était une réponse à l'exclusion par Bruce Sterling des œuvres de femmes dans son anthologie des années 1070 Cyberpunk Burning Chrome. La lettre ouverte de Gomoll a non seulement contesté la véracité du récit de Sterling, mais mit en avant l'histoire de l'implication des femmes dans l'écriture et le fandom de science-fiction au cours des années 1970.

## Travail professionnel
Gomoll est une artiste professionnelle basée à Madison. De septembre 1979 à juillet 2003, elle est employée par le Wisconsin Department of Natural Resources (en) tant que graphiste, servant également d'illustratrice de publications telles que Nature's Recyclers Coloring Book et Butterflies & Roadways: How Rights of Way Maintenance Can Help Endandered. Espèce. En 2018, elle prend sa retraite et ferme son entreprise de graphisme, Union Street Design.